# Ornias
Ornias è un demòne della mitologia ebraica.

## Testamento di Salomone
Secondo il testo apocrifo dell'Antico Testamento, attribuito al re Salomone.
Ornias tormentava un ragazzo , rubandogli metà dello stipendio e succhiandogli il pollice della mano destra , facendolo diventare magro sebbene fosse amato. Per tal motivo, Salomone pregò Iddio che gli concesse un anello con sigillo per poterlo sigillare. Salomone diede l'anello al ragazzo dicendogli di gettaglielo nel petto nell'ora in cui il demone verrà da lui. Il ragazzo eseguì l'ordine e portò il demone al cospetto di Salomone , nonostante il demone tentò il ragazzo con la promessa dell' "oro della terra".
Ornias , non potendo più sottrarsi alla volontà di Salomone , svelò di essere colui che tenta gli uomini che si innamorano di una donna , trasformandosi in piacevoli donzelle e giocando con loro . Inoltre , svelò anche di nascondersi tra le regioni celesti e di essere figlio dell'arcangelo Uriel.
Dopodiché , Salomone ordinò a l'essere di sigillare tramite l'anello Beelzebub e di portarglielo a suo cospetto ,ed infine , obbligò il demone Ornias a tagliare le pietre per il tempio di Dio.
Più tardi , alla corte del re Salomone , svela a quest'ultimo il tragico fato del figlio di un uomo venuto a chieder udienza al cospetto del Re.

## Capacità
Ornias , secondo il Testamento di Salomone, è capace di alterare la sua forma per ingannare gli uomini . Altra sua forma conosciuta oltre a quella di un'avvenente fanciulla è quella di un Leone.
Inoltre, può volare tra i regni celesti conoscendo così il fato di alcuni uomini , come coloro che moriranno per un disastro prematuro o per violenza .Ma , non potendo posare i piedi e riposare, perde la propria forza e cade sulla terra , come stelle cadenti o fulmini. Abilità che ,al dire dell'essere, posseggono anche altri demoni. 